# Trivolzio
Trivolzio ist eine norditalienische Gemeinde (comune) mit 2437 Einwohnern (Stand 31. Dezember 2023) in der Provinz Pavia in der Lombardei. Die Gemeinde liegt etwa 12 Kilometer nordnordwestlich von Pavia.

## Persönlichkeiten
- Richard Pampuri (1897–1930), Arzt, Heiliger der katholischen Kirche

## Verkehr
Durch das Gemeindegebiet führen die Autostrada A7 von Mailand nach Genua sowie die Staatsstraße 526 von Magenta nach Pavia.